# Tipula (Acutipula) oryx pallipleura
Tipula (Acutipula) oryx pallipleura is een ondersoort van de tweevleugelige Tipula (Acutipula) oryx uit de familie langpootmuggen (Tipulidae). De ondersoort komt voor in het Afrotropisch gebied.